# Floresta encantada

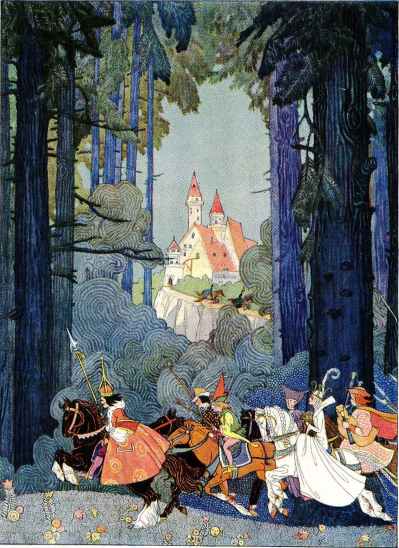
Capa do livro 'A Floresta Encantada' de William Bowen, ilustrada por Maud e Miska Petersham, MacMillen Co, Nova Iorque, 1920

A floresta encantada é uma das figuras do imaginário medieval, ligada às lendas arturianas.
A floresta encantada surge em contraste com o conceito tradicional de floresta no imaginário medieval, lugar de terrores e provações, assombrado pelo demónio. A floresta como lugar mágico e perigoso existe no folclore em qualquer sítio em que o estado selvagem do território seja a floresta: A floresta é algo que é necessário atravessar para chegar a algum lugar onde coisas estranhas podem acontecer, e onde pessoas estranhas podem morar; é o lar de monstros, bruxas e fadas. Camponeses que raramente ou nunca se deslocavam para longe das suas aldeias não conseguiam afirmar conclusivamente que era impossível que um ogre vivesse a uma hora de distância das suas casas.
No Ciclo Arturiano, constitui-se como uma floresta fabulosa e iniciática, para as profundezas da qual Merlin de retira, na proximidade de fontes, semelhante à figura do génio tutelar dos bosques. Este conceito é mais tarde associado à floresta encantada de Broceliande, na Bretanha, onde se localiza a fonte mágica de Barenton.